# Aldona
Aldona è una suddivisione dell'India, classificata come census town, di 6.320 abitanti, situata nel distretto di Goa Nord, nello territorio federato di Goa. In base al numero di abitanti la città rientra nella classe V (da 5.000 a 9.999 persone).

## Geografia fisica
La città è situata a 15° 34' 60 N e 73° 52' 0 E e ha un'altitudine di 18 m s.l.m..

## Società

### Evoluzione demografica
Al censimento del 2001 la popolazione di Aldona assommava a 6.320 persone, delle quali 2.933 maschi e 3.387 femmine. I bambini di età inferiore o uguale ai sei anni assommavano a 569, dei quali 293 maschi e 276 femmine. Infine, coloro che erano in grado di saper almeno leggere e scrivere erano 5.021, dei quali 2.474 maschi e 2.547 femmine.